# Église Saint-Jacques de Paddington
Pour les articles homonymes, voir Église Saint-James.
L’église Saint-Jacques (anglais : St James' Church), située au sud de Sussex Gardens, est l'église paroissiale du quartier de Paddington dans la Cité de Westminster à Londres.

## Historique
Une première église a été construite de 1841 à 1842 par les architectes John Goldicutt et George Gutch. En 1845, elle est consacrée église paroissiale du quartier de Paddington.
Dans les années 1880, du fait de la croissance démographique, le vicaire de Paddington, le révérend Walter Abbott, décide l'agrandissement de l'église. Les travaux conduits par George Edmund Street (l'architecte de la Cour royale de justice), furent effectués en un an. L'église est reconsacrée en décembre 1882.